# Rettenschöss
Rettenschöss é um município da Áustria, situado no distrito de Kufstein, no estado do Tirol. Tem 16,24 km² de área e sua população em 2019 foi estimada em 527 habitantes.